# Geografía de Panamá
La República de Panamá es una gran franja ístmica con una superficie total de 75 517 km² y 319 823.9 km² de superficie de aguas territoriales.
El país se localiza en América Central, entre las siguientes coordenadas: 7°12′7″ y 9°38'46" de Latitud Norte y los 77°9′24″ y 83°03'07" de Longitud Oeste.

## Límites

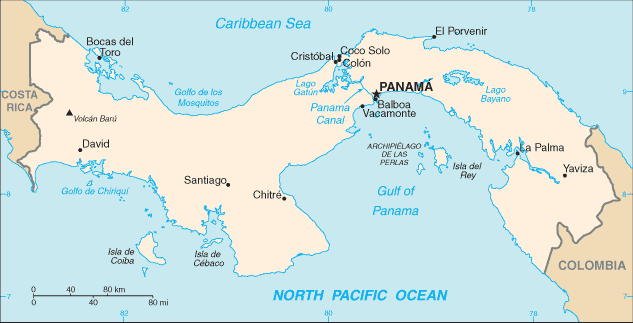
Principales ciudades y accidentes geográficos de Panamá.

Panamá limita, al norte, con el mar Caribe; al sur, con el océano Pacífico; al este, con la República de Colombia; y, al oeste, con la República de Costa Rica.
- Fronteras: 555 km en total, de las que 225 km son con Colombia y 330 km con Costa Rica.
- Costas: 2 490 km

## Costas
Las dos líneas costeras de Panamá se mencionan como la costa del Caribe y la costa del Pacífico, mucho más que la costa del norte y la del sur. Al este se encuentra Colombia y al oeste Costa Rica. Debido a la localización y contornos del país las direcciones expresadas en la brújula son particulares. Por ejemplo, un tránsito por el canal de Panamá del océano Pacífico al caribeño implica viajes no al este, sino al noroeste, y en la Ciudad de Panamá la salida del sol es al este sobre océano Pacífico.
Las aguas Pacíficas costeras son extraordinariamente bajas. Las profundidades son de 180 metros alcanzadas sólo fuera de los perímetros tanto del golfo de Panamá como del golfo de Chiriquí y amplios pisos de fango que se extienden hasta 70 kilómetros hacia el mar de las líneas de la costa. Como consecuencia, la gama de marea es extrema. Una variación de aproximadamente 70 centímetros entre la alta marea baja y sobre los contrastes de costa caribeños bruscamente con más de 7 m en la costa Pacífica, y aproximadamente 130 kilómetros aguas arriba del río Tuira la amplitud es todavía de más de 5 m.

## Clima

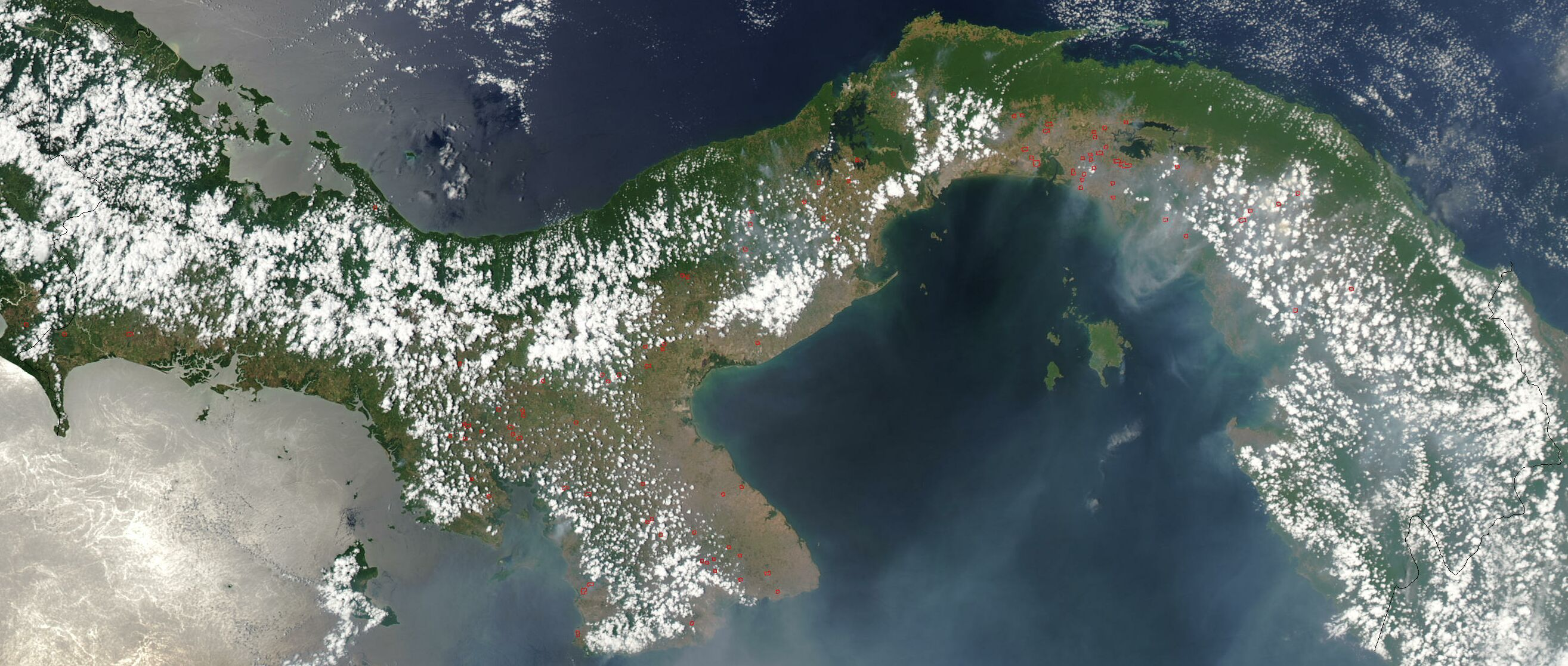
Imagen Satelital de Panamá en el 2003.

Mapa climático de Panamá según la clasificación Koppen

Panamá tiene un clima tropical y las temperaturas son altas durante el periodo seco que corresponde a los meses de enero, febrero y marzo.
Las temperaturas sobre el lado del mar Caribe del istmo son algo inferior que sobre el Pacífico, y pasa fácilmente a elevarse después del crepúsculo en la mayor parte del país. La temperatura es notablemente fresca en las partes más altas de las sierras, y más frías en la cordillera de Talamanca en Panamá occidental.

## Relieve
La mayor parte del territorio panameño está formado por tierras bajas (un 70%). La mayor parte de la población panameña habita en tierras bajas. A este grupo pertenecen; las tierras bajas y llanuras del sur, las colinas y llanuras del Istmo Central, las depresiones orientales, las tierras bajas y las llanuras del norte.
El 30% son tierras altas. Estas tierras están constituidas por rocas ígneas, metamórficas y sedimentarias. A este grupo pertenecen: Volcán Barú, la Cordillera Central, el Arco Oriental del Norte, el Arco Oriental del sur, Macizos y Cadenas Volcánicas del Sur.

## Fauna y Flora

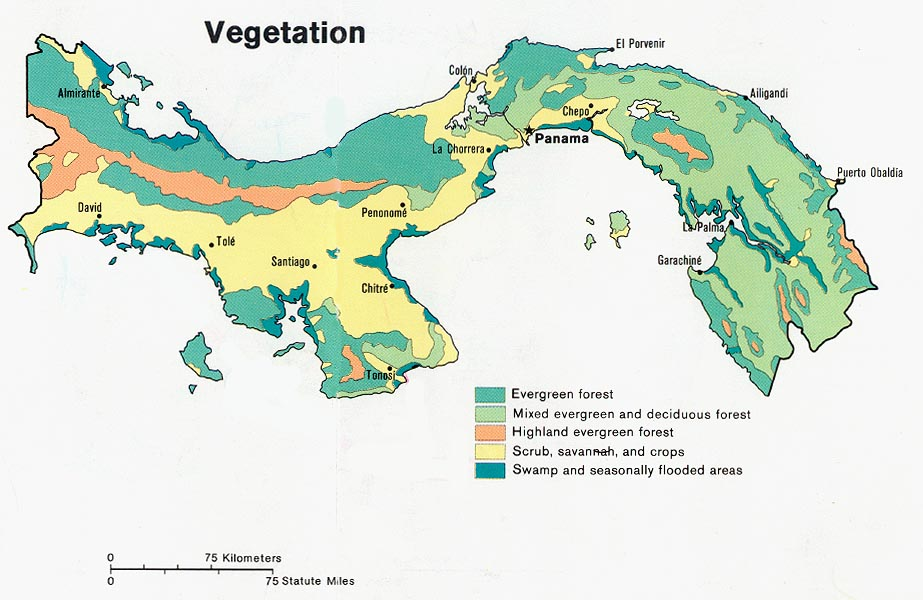
Vegetación de Panamá en 1981.

El ambiente y cosechas. Aunque casi el 40 por ciento de Panamá es todavía boscoso, la deforestación es una amenaza continuada a los bosques pluviales. Más del 50 por ciento ha reducido la cubierta de árboles desde los años 1940. La agricultura de subsistencia, extensamente experta de las selvas norestes a los prados del sudoeste, consiste en gran parte en el grano, el frijol, y complots de tubérculo. Los pantanos de mangle se ubican a lo largo del litoral de ambas costas, con plantaciones de plátano que ocupan deltas cerca de Costa Rica.
La fauna también es muy variada y numerosa en Panamá; es rica en especies como el pecarí, tapir, jabalí, nutria, puerco espín, jaguar, gato montés, zorros, monos, reptiles como crótalo, cazadora y coral. Y en los ríos abundan los caimanes.
Entre las aves abundan los guacamayos, loros, garzas, buitres, águilas reales, guaraguaos y gallinetas.
En las aguas del Atlántico se pueden observar tortugas de carey y cangrejos. En las del Pacífico abundan camarones, ostras perlíferas y cangrejos, asimismo, peces como el atún, bonito, pez sierra, barracuda, pez vela, merlín rayado y negro. También se hallan delfines. 
En el río Chagres se encuentra el sábalo real.

## División política

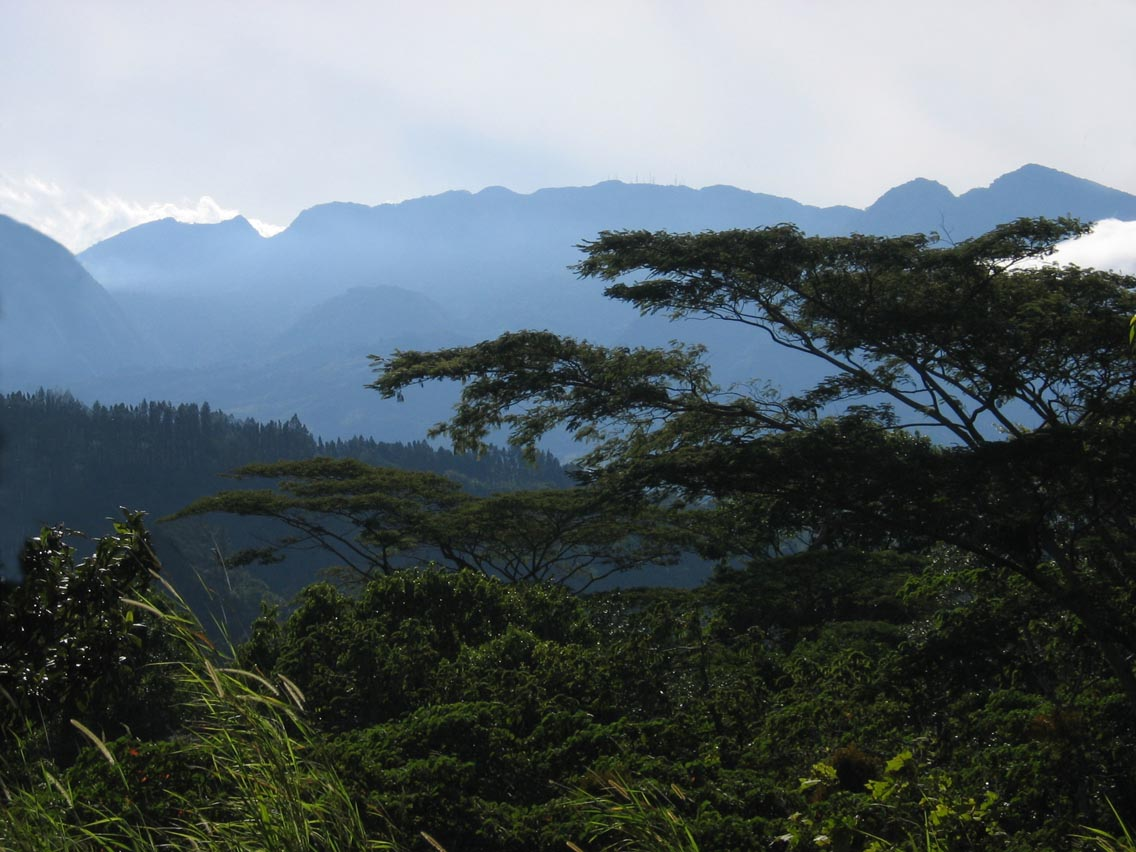
Colinas cerca de Boquete, Panamá

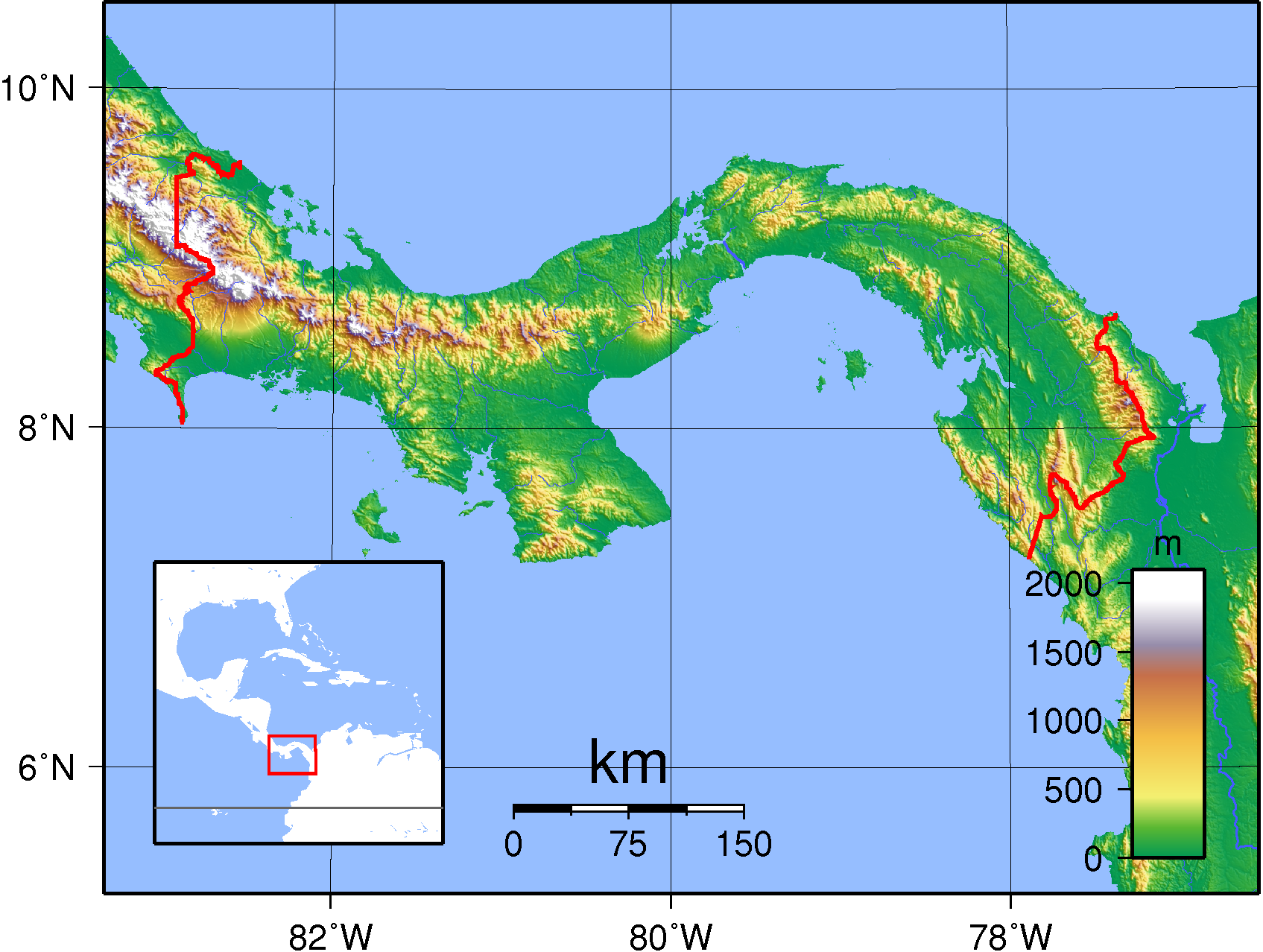
Mapa topográfico de Panamá

la división política y administrativa de Panamá
Panamá se divide en 10 provincias, 6 comarcas de indígenas (Guna Yala, Ngöbé-Bugle , Emberá Wounaan, Wargandí, Naso Tjër Di  y Madugandí), 72 distritos y 693 corregimientos.
- Provincia de Bocas del Toro. Cabecera: Bocas del Toro. Límites al norte con el Mar Caribe al sur con la provincia de Chiriquí, al este con la Comarca de Ngäbe-Buglé y al oeste con la República de Costa Rica. Está dividida en 4 distritos que son Almirante, Changuinola , Chiriquí Grande , Bocas del Toro. Su parte insular está formada por  9 islas principales. Posee tierras aptas para el cultivo del banano y cacao.
  - Habitantes: 125 461 habitantes.[2]
  - Extensión: 4 657.2 km².

- Provincia de Coclé. Ubicación: región central del territorio panameño. Límites: al norte con la provincia Colón al oeste con la provincia de Veraguas.  Cabecera: Penonomé y tiene 6 distritos: Natá, La Pintada, Olá, Aguadulce, Antón y Penonomé.
  - Habitantes: 233 708 habitantes.
  - Extensión:  4 946.6 km².Tiene tierras aptas para la agricultura y la ganadería.

- Provincia de Colón. Cabecera: Colón. Está dividida en cinco distritos: Donoso, Chagres, Colón, Portobelo y Santa Isabel y en 91 corregimientos. Se le considera una ciudad comercial por la Zona Libre y el Canal de Panamá.
  - Habitantes: 241 928 habitantes.
  - Extensión:  4 575.5 km².

- Provincia de Chiriquí. Capital: Ciudad de David. Está dividida en 14 distritos y 91 corregimientos. Los 14 distritos son: Alanje, Barú, Boquerón, Boquete, Bugaba, David, Dolega, Gualaca, Remedios, Renacimiento,  San Félix, San Lorenzo, Tierras Altas y Tolé. 
  - Habitantes: 416 873 habitantes.
  - Extensión: 6 490.9 km².

- Provincia de Darién. Cabecera: La Palma. Es la provincia más grande y la menos poblada. Tiene dos distritos: Chepigana y Pinogana.
  - Habitantes: 46 951 habitantes (censo 2010).
  - Extensión: 11 892.5 km².

- Provincia de Herrera. Cabecera: Chitré. Tiene 7 distritos: Chitré, Las Minas, Los Pozos, Ocú, Parita, Pesé y Santa María. Posee 44 corregimientos.
  - Habitantes: 107 911 habitantes.
  - Extensión: 2 362.0 km².

- Provincia de Los Santos. Cabecera: Las Tablas. Tiene 7 distritos: Guararé, Las Tablas, Los Santos, Macaracas, Pedasí, Pocrí y Tonosí ; divididos en 79 corregimientos.
  - Habitantes: 88 487 habitantes.
  - Extensión: 3 809.4 km².

- Provincia de Panamá. Cabecera: Panamá. Está dividida en 6 distritos: Balboa, Chepo, Chimán, Panamá, San Miguelito, Taboga y tiene 50 corregimientos.
  - Habitantes: 1 429 032 habitantes.
  - Extensión: 8 503.5 km².

- Provincia de Panamá Oeste. Cabecera: La Chorrera. Dividida en 5 distritos: Arraiján, Capira, Chame, La Chorrera y San Carlos y estos en 59 corregimientos.
  - Habitantes: 464 038 habitantes (censo 2010).
  - Extensión: 2 786 km².

- Provincia de Veraguas. Cabecera: Santiago. Tiene 12 distritos: Atalaya, Calobre, Cañazas, La Mesa, Las Palmas, Mariato, Montijo, Río de Jesús, San Francisco, Santa Fe, Santiago y Soná. Y estos están divididos en 85 corregimientos.
  - Habitantes: 226 641 habitantes.
  - Extensión: 10 587.5 km².

- Comarca Guna Yala. Cabecera: El Porvenir.
  - Habitantes: 31 577 habitantes.
  - Extensión: 2 35.2 km².

- Comarca Emberá-Wounaan. Cabecera Unión Chocó.
  - Habitantes: 9 544 habitantes.
  - Extensión: 4 39.9 km².

- Comarca Ngäbe-Buglé. Su Cabecera Llano Tugrí.
  - Habitantes: 154 355 habitantes (censo 2010).
  - Extensión: 6 814.2 km².

- Comarca Naso Tjër Di. Cabecera Sieyic,.
  - Habitantes: 5 000 habitantes.
  - Extensión: 1 606.16 km².

## Hidrografía
Está representada por numerosos ríos y lagos.

### Vertiente del Caribe
Las características comunes de estos ríos es que son cortos, ya que nacen de montañas próximas al mar, y permiten generar energía eléctrica. Los principales son:
- Sixaola
- Changuinola
- Cricamola
- Cañaveral
- Calovébora
- Candelaria
- Concepción
- Veraguas
- Cartí Grande
- Belén
- Petaquilla
- Coclé del Norte
- Indio
- Gatún
- Cascajal
- Chagres
- Mandinga
- La Miel

### Vertiente del Pacífico
Estos ríos son de mayor longitud, muchos de ellos navegables ya que recorren una distancia larga para llegar al océano. Los principales son:
- Chiriquí Viejo
- Gariché
- Caldera
- Fonseca
- San Félix
- Tabasará
- San Pablo
- Quebro
- Tonosí
- Santa María
- Chico
- Grande
- Sajalices
- Caimito
- Pacora
- Chimán
- Bayano
- Congo
- Cobre

- San Antonio

### Principales cuencas hidrográficas de Panamá
| Nombre                                | Provincia (s)                            | Área (km²) |
| ------------------------------------- | ---------------------------------------- | ---------- |
| Tuira-Chucunaque                      | Provincia de Darién                      | 13 400,00  |
| Bayano                                | Provincia de Panamá                      | 5291,50    |
| Changuinola-Teribe                    | Provincia de Bocas del Toro              | 2991,90    |
| Santa María                           | Provincias de Veraguas-Coclé-Herrera     | 3079,30    |
| Chagres, Ciri Grande, Trinidad, Gatún | Provincias de Panamá-Colón               | 3315,20    |
| Grande-Chico                          | Provincia de Coclé-Provincia de Veraguas | 2381,90    |
| Chiriquí                              | Provincia de Chiriquí                    | 2093,90    |